# 挽拍佛寺 (佛统府)
挽拍佛寺是一座位於泰國中部佛統府坤西施縣挽墩華區（บาง แก้วฟ้า；Bang Kaeo Fa）的佛教寺廟，也是泰國德高望重的孌抱本（หลวงพ่อเปิ่น；Luang Pho Poen）大師生前駐守的地方。泰文「บาง พระ」的中文意義為「眾位僧侶（some priests）」，顧名思義，它供奉了許多佛教僧侶的雕像。泰國民眾喜歡到此刺青，把佛教大藏經紋在身上，祈求吉祥。

## 名字由来
从前，人们从一艘沉没在寺庙所在的那空猜西河中的船上打捞出一尊大城府时期的佛像，并将寺庙命名为挽拍佛寺（意思是“河岸佛寺”）。

## 歷史

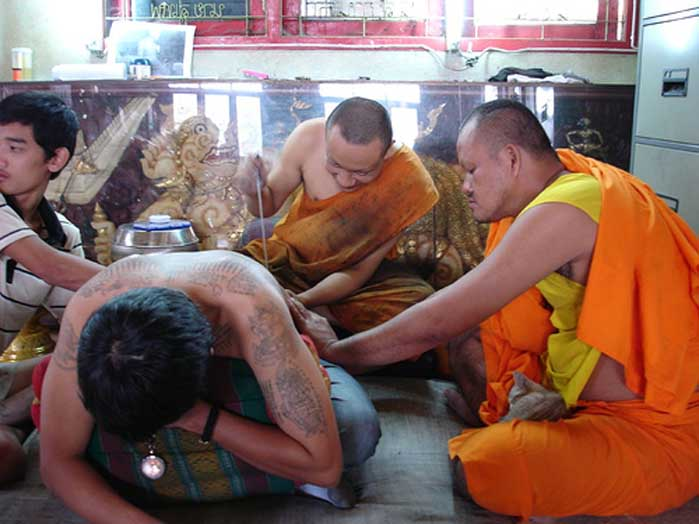
挽拍佛寺的和尚為善信刺青祈福

由於戰亂，其始建日期已無法尋找。其大雄寶殿的建築是大城王國後期，17世紀）1677年建築，佛堂裡的壁畫 則是拉瑪三世及拉瑪四世時代的手工藝品。它的已故主持人仍泰國德高望重的孌抱本（หลวงพ่อเปิ่น；Luang Pho Poen）大師。